# Кицівка
Ки́цівка —  село в Україні, у Печенізькій селищній громаді Чугуївського району Харківської області. Населення становить 337 осіб. До 2020 орган місцевого самоврядування — Печенізька селищна рада.

## Географічне розташування
Село знаходиться на лівому березі річки Велика Бабка, яка через 2 км впадає в річку Сіверський Донець. Вище за течією на відстані 5,5 км розташоване село П'ятницьке. Через село проходить автомобільна дорога Т 2111.

## Історія
В січні 1790р. жителі Кицівки та Базаліївки браил участь у допомозі жителям с.Печеніги у вирубці лісів поміщиків. Повстання було придушено.
В 1857р буде ліквідовано військові поселення серед яких було і с. Кицівка. Село увійшло до Печенізької волості, яке об'єднало під собою с. Артемівка, Базаліївка, Новоолександрівка, П'ятницьке, Кицівка, Богородищне. Жителі стали державними селянами. Печенізька волость увійшла до складу Вовчанського повіту Харківської Губернії.
В радянський період с. Кицівка належало до Печенізької селищної Ради, до неї також належали с. П'ятницьке, Новокомсомольське. 
12 червня 2020 року, відповідно до Розпорядження Кабінету Міністрів України  № 725-р «Про визначення адміністративних центрів та затвердження територій територіальних громад Харківської області», увійшло до складу Печенізької селищної громади.
19 липня 2020 року, в результаті адміністративно-територіальної реформи та ліквідації колишнього Печенізького району, увійшло до складу новоутвореного Чугуївського району Харківської області.

## Пам'ятки
- Кицівська пустеля
- Ботанічний заказник місцевого значення «Кицівський»